# Плауэн (футбольный клуб)
«Плауэн» (нем. VFC Plauen) — немецкий футбольный клуб из одноименного города.

## История
Клуб был основан как 1. Vogtländischer Fußballclub Plauen и принимал участие в соревнованиях в рамках VMFV (нем. Verband Mitteldeutschland Fußball Verein — Федерации Средненемецких футбольных команд). Команда пережила годы некоторого успеха в начале 1930-х гг., когда она стала чемпионом местного дивизиона Вогтланд — в 1930 и 1931-х годах. Во времена Третьего рейха, а именно, в 1933 году, немецкий футбол был реорганизован в шестнадцать Гаулиг, и клуб Плауэн провёл, таким образом, в высшей Гаулиге Саксония весь сезон, прежде чем выбыть в нижестоящий дивизион.
В 90-е-00-е года клуб выступал в низших лигах Германии. В период с 1995 по 2008 в клубе играл Андрей Запишный, проведя за него более 300 матчей и забив более 100 мячей.

## Титулы
- Ландеслига «Саксония» (V дивизион немецкого футбола) — чемпион: 1991, 1994
- Оберлига «Юг» (IV дивизион) — чемпион: 2004
- Оберлига «Юг» (IV дивизион) — третье место: 2008
- Победители Кубка Саксонии: 1999, 2004